# Bryony Botha
Bryony Botha (Takapuna, 4 novembre 1997) è una pistard neozelandese, medaglia d'oro nell'inseguimento individuale ai Giochi del Commonwealth 2022 e medaglia d'argento di specialità ai Mondiali 2022.

## Palmarès

### Pista
- 2014

Campionati neozelandesi, Inseguimento individuale Junior
Campionati neozelandesi, Omnium Junior
- 2015

Campionati del mondo, Inseguimento a squadre Junior (con Michaela Drummond, Madeleine Park e Holly White)
- 2016

Campionati neozelandesi, Inseguimento a squadre (con Racquel Sheath, Madison Farrant e Philippa Sutton)
- 2017

Campionati neozelandesi, Inseguimento a squadre (con Racquel Sheath, Rushlee Buchanan e Jaime Nielsen)
4ª prova Coppa del mondo 2017-2018, Inseguimento a squadre (Santiago del Cile, con Kirstie James, Rushlee Buchanan e Racquel Sheath)
Campionati oceaniani, Inseguimento a squadre (con Racquel Sheath, Rushlee Buchanan e Michaela Drummond)
Campionati oceaniani, Scratch
- 2018

Campionati oceaniani, Inseguimento a squadre (con Michaela Drummond, Rushlee Buchanan, Racquel Sheath e Kirstie James)
- 2019

5ª prova Coppa del mondo 2018-2019, Inseguimento a squadre (Cambridge, con Racquel Sheath, Michaela Drummond, Rushlee Buchanan e Kirstie James)
Campionati neozelandesi, Inseguimento a squadre (con Racquel Sheath, Rushlee Buchanan e Jessie Hodges)
4ª prova Coppa del mondo 2019-2020, Inseguimento a squadre (Cambridge, con Rushlee Buchanan, Holly Edmondston, Kirstie James e Jaime Nielsen)
- 2021

Campionati neozelandesi, Inseguimento individuale
- 2022

Campionati neozelandesi, Inseguimento individuale
Campionati neozelandesi, Inseguimento a squadre (con Prudence Fowler, Nicole Murray e Seana Gray)
Campionati neozelandesi, Scratch
Campionati neozelandesi, Corsa a punti
Campionati neozelandesi, Corsa a eliminazione
Campionati oceaniani, Inseguimento individuale
Campionati oceaniani, Inseguimento a squadre (con Prudence Fowler, Ally Wollaston e Ella Wyllie)
Campionati oceaniani, Americana (con Ally Wollaston)
Fastest Woman on Wheels, Americana (con Samantha Donnelly)
US Sprint Grand Prix, Omnium
Giochi del Commonwealth, Inseguimento individuale
Campionati neozelandesi, Americana (con Michaela Drummond)
- 2023

Coppa delle Nazioni, Inseguimento a squadre (Giacarta, con Emily Shearman, Michaela Drummond e Ally Wollaston)
Campionati oceaniani, Inseguimento individuale
Campionati oceaniani, Americana (con Jessie Hodges)
Fiorenzuola, Americana (con Michaela Drummond)
- 2024

Coppa delle Nazioni, Inseguimento a squadre (Adelaide, con Emily Shearman, Samantha Donnelly, Michaela Drummond e Ally Wollaston)
Campionati oceaniani, Inseguimento individuale
Campionati oceaniani, Inseguimento a squadre (Adelaide, con Emily Shearman, Michaela Drummond e Ally Wollaston)
Campionati oceaniani, Americana (con Michaela Drummond)
Campionati neozelandesi, Inseguimento individuale
Campionati neozelandesi, Corsa a eliminazione
Campionati neozelandesi, Americana (con Emily Shearman)
Coppa delle Nazioni, Inseguimento a squadre (Hong Kong, con Emily Shearman, Samantha Donnelly e Nicole Shields)

## Piazzamenti

### Competizioni mondiali
- Campionati del mondo su pista

Seul 2014 - Inseguimento a squadre Junior: 3ª
Seul 2014 - Inseguimento individuale Junior: 4ª
Astana 2015 - Inseguimento a squadre Junior: vincitrice
Astana 2015 - Omnium Junior: 4ª
Apeldoorn 2018 - Inseguimento a squadre: 6ª
Apeldoorn 2018 - Inseguimento individuale: 13ª
Pruszków 2019 - Inseguimento a squadre: 3ª
Pruszków 2019 - Inseguimento individuale: 5ª
Berlino 2020 - Inseguimento a squadre: 6ª
Berlino 2020 - Inseguimento individuale: 11ª
Saint-Quentin-en-Yvelines 2022 - Inseguimento individuale: 2ª
Saint-Quentin-en-Yvelines 2022 - Corsa a punti: 9ª
Glasgow 2023 - Inseguimento individuale: 3ª
Glasgow 2023 - Inseguimento a squadre: 2ª
Glasgow 2023 - Americana: 8ª
Ballerup 2024 - Inseguimento individuale: 3ª
- Giochi olimpici

Tokyo 2020 - Inseguimento a squadre: 8ª
Parigi 2024 - Inseguimento a squadre: 2ª
Parigi 2024 - Americana: 8ª